# Alberta Williams King
Alberta Williams King, född 1904 i Atlanta, död där den 30 juni 1974, var mor till Martin Luther King, Jr. Hon dödades under en morgonbön i Ebenezer Baptist Church i Atlanta.

## Biografi
Alberta Williams King föddes den 13 september 1904 i Atlanta, som dotter till Jennie Celeste Williams och Adam Daniel Williams. Fadern var pastor i Ebenezer Baptist Church under Kings uppväxt. Hon var den enda av sina syskon att överleva barndomen.
Efter att ha tagit examen från Spelman College, mötte hon Martin Luther King Sr. som då hette Michael King. Då han höll på att utbilda sig till pastor. Hon fortsatte sina studier på Hampton University i Hampton i Virginia, där hon fick en lärarlegitimation. Ett litet tag efter att hon fått sin legitimation meddelade hon och Martin Luther King Sr. under en söndagsbön i Ebenezer Baptist Church, för vilken de båda var aktiva inom, att de skulle gifta sig. Under Thanksgiving 1926 gifte de sig.
Fram till sitt giftermål verkade hon ett tag som lärare, ända tills den lokala skolnämnden stoppade hennes arbete; skolnämnden tillät vid tiden inte kvinnliga gifta lärare. Alberta och Martin Luther King Sr. flyttade efter bröllopet tillsammans till ett rum i hennes föräldrars hem på Auburn Avenue i Atlanta. Hemmet på Auburn Avenue blev platsen som Martin Luther King Jr. och hans syskon Christine King Farris och Alfred Daniel Williams King föddes.
När Albertas pappa dog 1931 tog Martin Luther King Sr. över pastorskapet i kyrkan. Hon tog själv en aktiv roll som fru till pastorn och startade bland annat Ebenezers kör, en kör hon hade ansvar över i 40 års tid. Hon verkade som kyrkoorganist från 1932 fram till sin pensionering 1972.
Hon fortsatte sina studier och tog 1938 en filosofie kandidat-examen vid Morris Brown College. Därutöver organiserade hon mellan 1950 och 1962 bland annat kvinnoförbundet inom baptistkyrkan. Hon var även aktiv inom KFUK, NAACP, och kvinnors internationella liga för fred och frihet.
Under söndagsbönen den 30 juni 1974 spelade Alberta Williams King orgel i Ebenezer Baptist Church, då en 21-årig man kom in i kyrkan och sköt henne. Motivet till mordet var enligt mannen att "Alla kristna är mina motståndare". Hon dog inte direkt av skottet, utan dog senare under dagen till följd av sina skador.